# セロ・ポルテーニョ
クルブ・セロ・ポルテーニョ（スペイン語: Club Cerro Porteño）は、パラグアイの首都アスンシオンのアバリオ・オブレーロ地区を本拠地とするサッカークラブである。

## 概要
1912年創設。プリメーラ・ディビシオンで29回優勝しており、パラグアイでもっとも人気のあるクラブの1つである。ラ・オージャ（鍋）という愛称で知られる約45,000人収容のエスタディオ・ヘネラル・パブロ・ロハスをホームスタジアムとしている。

## 歴史
クラブ名称は1811年1月19日にブエノスアイレス軍（ポルテーニョス、「港の人」の意味）とパラグアイ軍の間で行なわれた「セロ・ポルテーニョの戦い」に由来している。まだスペインの植民地だったパラグアイ軍はスペイン本国政府に見放されたが、パラグアイ植民地政府によって戦闘が続けられ、ブエノスアイレス軍から大勝利を収めた。この戦闘はセロ・ムバエ（Cerro Mbaé、ムバエの丘）で行なわれ、パラグアイ軍の歴史のハイライトとなった。
1912年10月1日、スサーナ・ヌニェスと若者グループによって設立された。この時期のパラグアイはコロラド党とリベラル党というふたつの政党が激しく対立し、政府が不安定な緊張状態にあった。このため、設立者は両党の政党カラーをクラブカラーに使用することを決定し、パラグアイ人の団結と友好の象徴として、赤色（コロラド党）と青色（リベラル党）がユニフォームに用いられた。やがてシャツには白色も使用され、パラグアイ国旗の三色（赤・青・白）がそろった。1913年に初のリーグ優勝を飾ると、1918年の全国選手権プレーオフではナシオナルと対戦。残り20分の段階で0-2と劣勢だったが、その後4得点を挙げて4-2とし、ナシオナルを逆転して優勝した。この「ゴールの嵐」がシクロン（El Ciclón、ハリケーン）というクラブの愛称の由来である。
プリメーラ・ディビシオンでは29回優勝しているが、国際タイトルを獲得したことはない。コパ・リベルタドーレスでは1973年大会、1978年大会、1993年大会、1998年大会、1999年大会、2011年大会でベスト4となったが、つねに準決勝の壁に阻まれている。コパ・スダメリカーナでは2009年にベスト4となった。
2001年にはトップチーム以下、年齢別の全てのカテゴリで優勝するという快挙を成し遂げた。2008年5月にはオズワルド・アルディレスが監督に就任したが、成績が低迷して8月には解任され、ペドロ・トログリオが後任監督に就任した。2010年のFIFAワールドカップで「美人過ぎるサポーター」として話題になったラリッサ・リケルメはセロ・ポルテーニョのサポーターである。セロ・ポルテーニョのサポーターはセリスタと呼ばれる。

## ライバル
最大のライバルはオリンピアとリベルタである。オリンピアやリベルタのファンに上流階級が多いのに対して、セロ・ポルテーニョのファンの多くはより低い社会階級であるため、「一般大衆のクラブ」（エル・クルブ・デル・プエブロ）として知られている。このため、セロ・ポルテーニョはパラグアイでもっとも多くのサポーターを持つサッカークラブとされている。オリンピアとの対戦はスーペルクラシコと呼ばれ、パラグアイでもっとも関心を集め、もっとも権威のあるダービーである。

## タイトル

### 国内タイトル
- プリメーラ・ディビシオン：33回

1913, 1915, 1918, 1919, 1935, 1939, 1940, 1941, 1944, 1950, 1954, 1961, 1963, 1966, 1970, 1972, 1973, 1974, 1977, 1987, 1990, 1992, 1994, 1996, 2001, 2004, 2005, 2009アペルトゥーラ, 2012アペルトゥーラ, 2013クラウスーラ, 2015アペルトゥーラ, 2017クラウスーラ, 2020アペルトゥーラ
- トルネオ・レプブリカ：3回

1978, 1991, 1995

### 国際タイトル
- コパ・リベルタドーレス：0回

ベスト4 : 1973, 1978, 1993, 1998, 1999, 2011
- コパ・スダメリカーナ：0回

ベスト4 : 2009

## 過去の成績
2007年シーズンまではアペルトゥーラとクラウスーラの短期リーグを行なったあとに1位同士が年間優勝決定プレーオフを行なっていた。2008年シーズンからは短期リーグの1位クラブがそのまま優勝扱いとなり、1年間に2つの優勝クラブが誕生する方式に変更された。
| シーズン | シーズン       | ディビジョン | 順位 | 勝ち点 | 備考                                                               |
| -------- | -------------- | ------------ | ---- | ------ | ------------------------------------------------------------------ |
| 2006     | アペルトゥーラ | プリメーラ   | 2    | 40     | コパ・リベルタドーレスグループリーグ敗退                           |
| 2006     | クラウスーラ   | プリメーラ   | 1    | 52     | 年間優勝プレーオフでリベルタに敗れた コパ・スダメリカーナ1回戦敗退 |
| 2007     | アペルトゥーラ | プリメーラ   | 2    | 43     | コパ・リベルタドーレスグループリーグ敗退                           |
| 2007     | クラウスーラ   | プリメーラ   | 2    | 49     |                                                                    |
| 2008     | アペルトゥーラ | プリメーラ   | 3    | 45     | コパ・リベルタドーレス1回戦敗退                                    |
| 2008     | クラウスーラ   | プリメーラ   | 3    | 45     |                                                                    |
| 2009     | アペルトゥーラ | プリメーラ   | 1    | 46     |                                                                    |
| 2009     | クラウスーラ   | プリメーラ   | 6    | 35     | コパ・スダメリカーナベスト4                                        |
| 2010     | アペルトゥーラ | プリメーラ   | 2    | 45     | コパ・リベルタドーレスグループリーグ敗退                           |
| 2010     | クラウスーラ   | プリメーラ   | 2    | 46     | コパ・スダメリカーナ2回戦敗退                                      |
| 2011     | アペルトゥーラ | プリメーラ   | 7    | 24     | コパ・リベルタドーレスベスト4                                      |
| 2011     | クラウスーラ   | プリメーラ   | 2    | 43     |                                                                    |
| 2012     | アペルトゥーラ | プリメーラ   | 1    | 49     |                                                                    |
| 2012     | クラウスーラ   | プリメーラ   | 4    | 37     | コパ・スダメリカーナベスト8                                        |
| 2013     | アペルトゥーラ | プリメーラ   | 3    | 30     | コパ・リベルタドーレスグループリーグ敗退                           |
| 2013     | クラウスーラ   | プリメーラ   |      |        |                                                                    |

## 現所属メンバー
2021年6月22日現在
注：選手の国籍表記はFIFAの定めた代表資格ルールに基づく。
| No. | Pos. |              | 選手名                         |
| --- | ---- | ------------ | ------------------------------ |
| 1   | GK   | ウルグアイ   | ロドリゴ・ムニョス             |
| 2   | DF   | パラグアイ   | サンティアゴ・アルサメンディア |
| 3   | DF   | パラグアイ   | マルコス・カセレス             |
| 4   | DF   | パラグアイ   | アレクシス・ドゥアルテ         |
| 5   | DF   | パラグアイ   | パブロ・アドルノ               |
| 6   | MF   | パラグアイ   | アルド・マイス                 |
| 7   | MF   | パラグアイ   | エンソ・ヒメネス               |
| 8   | FW   | アルゼンチン | フェデリコ・カリーソ           |
| 9   | FW   | アルゼンチン | マウロ・ボセーリ               |
| 10  | MF   | パラグアイ   | フリオ・ドス・サントス         |
| 11  | FW   | ブラジル     | マテウス                       |
| 12  | GK   | パラグアイ   | ミゲル・マルティネス           |
| 13  | GK   | ブラジル     | ジェアン                       |
| 15  | MF   | パラグアイ   | アンヘル・カルドソ・ルセーナ   |

| No. | Pos. |            | 選手名                           |
| --- | ---- | ---------- | -------------------------------- |
| 20  | MF   | パラグアイ | マティアス・ビジャサンティ       |
| 21  | DF   | パラグアイ | アラン・ロドリゲス               |
| 22  | MF   | パラグアイ | クラウディオ・アキーノ           |
| 23  | DF   | パラグアイ | アルベルト・エスピノラ           |
| 24  | DF   | パラグアイ | フアン・ガブリエル・パティーニョ |
| 25  | GK   | パラグアイ | ホセ・ミエルス                   |
| 27  | FW   | パラグアイ | フレディ・ベラ                   |
| 28  | FW   | パラグアイ | ロナルド・マルティネス           |
| 30  | FW   | パラグアイ | フェルナンド・オベラール         |
| 31  | FW   | パラグアイ | ロベルト・モラレス               |
| 33  | DF   | パラグアイ | ファビアン・フランコ             |
| 34  | MF   | パラグアイ | アレクシス・ロハス               |
| -   | MF   | コロンビア | ラファエル・カラスカル           |

## 記録

### 出場試合数
公式戦通算出場試合数
- 1位 267試合 フリオ・ドス・サントス
- 2位 265試合 アルド・ボバディージャ
- 3位 257試合 ホルヘ・アチュカーロ
- 4位 227試合 エスタニスラオ・ストルワイ

国内リーグ通算出場試合数
- 1位 225試合 サルバドール・ブレグリア
- 2位 215試合 ホルヘ・アチュカーロ
- 3位 212試合 フリオ・ドス・サントス
- 4位 201試合 ブラス・マルセロ・クリスタルド

国際カップ通算出場試合数
- 1位 67試合 アルド・ボバディージャ
- 2位 64試合 エスタニスラオ・ストルワイ
- 3位 61試合 ビルヒリオ・フェレイラ
- 4位 57試合 ブラス・マルセロ・クリスタルド

### 得点数
公式戦通算得点数
- 1位 90得点 ビルヒリオ・フェレイラ
- 2位 88得点 サトゥルニーノ・アルア
- 3位 70得点 エルウィン・アルバロス
- 4位 58試合 ホセ・ビンサク

国内リーグ通算得点数
- 1位 67得点 ビルヒリオ・フェレイラ
- 2位 64得点 エルウィン・アルバロス
- 3位 58得点 ホセ・ビンサク
- 4位 55得点 サトゥルニーノ・アルア

国際カップ通算得点数
- 1位 23得点 ビルヒリオ・フェレイラ
- 2位 15得点 サンティアゴ・サルセード
- 3位 14得点 セリーノ・モーラ
- 4位 13得点 セサル・アウグスト・ラミーレス

## 歴代監督
- シンフォリアーノ・ガルシア 1960
- ルイス・ベニテス・チラベルト 1960
- ロヘリオ・ネグリ 1960–1961
- ヴェッシリオ・バルトリ 1961–1962
- マリオ・フォルトゥナート 1963
- モデスト・ブリア 1964–1965
- マリオ・フォルトゥナート 1966–1967
- エヒディオ・ランドルフィ 1967–1969
- サルバドール・ブレグリア 1969
- シンフォリアーノ・ガルシア 1969
- マルコス・パヴロヴスキー 1970–1971
- ダリオ・ハラ・サギエール 1971
- グラディム 1971
- サルバドール・ブレグリア 1972
- ネストル・ロッシ 1972
- サルバドール・ブレグリア 1972
- マルコス・パヴロヴスキー 1973–1974
- サルバドール・ブレグリア 1974
- シンフォリアーノ・ガルシア 1975
- マリオ・ゴンサーレス・ベニテス 1975–1976
- エヒディオ・ランドルフィ 1976
- サルバドール・ブレグリア 1976
- エリセオ・バエス・リベイロ 1976–1977
- サルバドール・ブレグリア 1977–1978
- エヒディオ・ランドルフィ 1980
- ウーゴ・ゴンサーレス 1980
- エヒディオ・ランドルフィ 1980
- ウーゴ・ゴンサーレス 1981
- ロブスティアーノ・マシエル 1981
- ウーゴ・ゴンサーレス 1982
- ラモン・ロドリゲス 1983
- オスカル・マルベルナ 1983–1984
- シルビオ・パロディ 1984
- サトゥルニーノ・アルア 1984
- ウーゴ・ゴンサーレス 1984
- カジェターノ・レ 1985
- サトゥルニーノ・アルア 1985
- Peter Mucha 1986

- フェレンツ・プスカシュ 1986–1987
- バウディール・エスピノーザ 1987–1988
- カルロス・キエセ 1988
- オタシリオ・ゴンサウヴェス 1989
- セルヒオ・マルカリアン 1990–1991
- パウロ・セーザル・カルペジアーニ 1991–1992
- バウディール・エスピノーザ 1992
- パウロ・セーザル・カルペジアーニ 1993–1994
- ヘラルド・ゴンサーレス 1994–1995
- アントニオ・ロペス 1995–1996
- カルロス・キエセ 1996
- ホルヘ・フォサッティ 1997–1998
- カルロス・バエス・バルガス 1998
- フリオ・カルロス・ゴメス・カセレス 1998
- ジャイル・ペレイラ 1998–1999
- カルロス・バエス・バルガス 1999
- サトゥルニーノ・アルア 1999–2000
- ルイス・クビージャ 2000
- マリオ・セサル・ジャケット 2001–2002
- カルロス・バエス・バルガス 2002–2003
- ヘラルド・マルティーノ 2003–2004
- グスタボ・コスタス 2005–2007
- エスタニスラオ・ストルワイ 2007
- バウディール・エスピノーザ 2007
- ハビエル・トレンテ 2007–2007.12
- ブラス・マルセロ・クリスタルド 2008
- オズワルド・アルディレス 2008
- ペドロ・トログリオ 2008.7–2010.6
- ブラス・マルセロ・クリスタルド 2010
- ハビエル・トレンテ 2011.1–2011.2
- ブラス・マルセロ・クリスタルド 2011
- レオナルド・アストラーダ 2011.3–2011.9
- エルネスト・コルティ 2011
- マリオ・グラーナ 2011.9–2012
- ウーゴ・カバジェロ 2012
- ホルヘ・フォサーティ 2012.7–2013
- フランシスコ・アルセ 2013.3–2014
- レオナルド・アストラーダ 2014.8–2015

- ロベルト・イスマエル・トレス 2015
- セサル・ファリアス 2016
- グスタボ・モリニーゴ 2016
- レオネル・アルバレス 2017-2018
- ルイス・ズベルディア 2018–2018.8
- フェルナンド・フベロ 2018.8-2019.5
- ミゲル・アンヘル・ルッソ 2019
- フランシスコ・アルセ 2020-

## 歴代所属選手
GK
- セルヒオ・ゴイコチェア 1993
- ファリド・モンドラゴン 1993

DF
- フランシスコ・アルセ 1991-1994
- カルロス・ガマラ 1991-1992, 1993-1995
- デリオ・トレド 1998-1999
- ミゲル・マルティネス 2005-2006

MF
- ジェレミ・ヌジタップ 1996-1997
- ギド・アルバレンガ 1997-1999
- 廣山望 2001
- フリオ・ドス・サントス 2001-2006, 2009-2014

FW
- エデル 1988
- ササ・サルセード 2001-2003, 2004-2005, 2012-2016